# NW5
"NW5" är en singel från 2008 av det brittiska ska/popbandet Madness. Den skrevs av saxofonisten Lee Thompson och pianisten Michael Barson. Sången kommer även att finnas med på Madness kommande album.
"NW5" ges ut av Madness eget skivbolag, Lucky Seven Records och titeln syftar på postdistriktet NW5, Northwest 5, i London.
"NW5" låg på UK Singles Chart i två veckor, och nådde som bäst en tjugofjärde placering.
Den blev etta på UK Independent Label Chart, listan för singlar från oberoende skivbolag. 

## Låtlista

### CD
1. "NW5 (Radio Edit)" (Michael Barson, Lee Thompson) – 3:50
2. "NW5 (Full Length Version)" (Barson, Thompson) – 4:14
3. "Bittersweet" (John Joseph O'Neil) – 2:44
4. "NW5 (Man Like Me Remix)" (Barson Thompson) – 3:30

### 7"
1. "NW5 (Full Length Version)" (Barson, Thompson) – 4:14
2. "Bittersweet" (O'Neil) – 2:43

### DVD
1. "NW5 (Video)" (Barson, Thompson) – 3:49
2. "Nightboat To Cairo (Video)" (Barson, Thompson) – 2:38
3. "My Girl (Video)" (Barson) – 2:43
4. "It Must Be Love (Video)" (Labi Siffre) – 2:21

### iTunes Download
1. "NW5 (Radio Edit)" (Barson, Thompson) – 3:49
2. "NW5" (Barson, Thompson) –:14
3. "NW5 (Man Like Me Remix)" (Barson, Thompson) – 3:29
4. "NW5 (Instrumental) (Barson, Thompson) – 4:14